# Batalha de Ksar Guilane

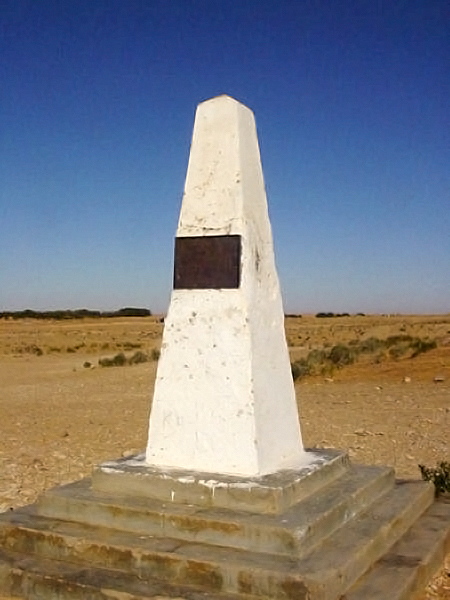
Estela comemorativa da passagem do general Leclerc e das suas tropas perto de Ksar Ghilane

A batalha de Ksar Ghilane foi um episódio da Segunda Guerra Mundial no Norte de África, que foi se inscreveu da campanha da Tunísia, que por sua vez fez parte da Campanha Norte-Africana. Foi travada a 10 de março de 1943 em Ksar Ghilane, um oásis do deserto do Saara, no sul da Tunísia.

## Descrição
A 2ª divisão blindada (também conhecida como Divisão Leclerc) da França Livre tinha chegado a Ksar Ghilane após percorrer 2 000 km através do deserto do Saara, vinda do Chade,  quando foi atacada pela 15ª e 21ª divisões de panzers alemães do Afrika Korps apoiados por aviões.
Os franceses conseguiram resistir e essa vitória defensiva impediu que os alemães se apercebessem da concentração das tropas neo-zelandesas que se preparavam para atacar a da Linha Mareth, mais a norte.